# サン・ラ
サン・ラ（Sun Ra、出生名: Herman Poole Blount 改名後の登録名: Le Sony'r Ra、1914年5月22日 - 1993年5月30日）は、アメリカ合衆国アラバマ州バーミングハム生まれのジャズ作曲家、バンドリーダー、ピアノ、シンセサイザー奏者、詩人、思想家である。

## 来歴
独自の宇宙哲学と音楽性、パフォーマンスで知られる。音楽性にはフリージャズだけでなく、ドゥーワップやR&Bも含まれた音楽における、アフロフューチャリズムのルーツの一人だった。
彼は生涯にわたって「ラ以外の名前は全て自分とは関係ない」と語り、自身の本来の身元を否定し続けた。